# Eroschema affine
Eroschema affine là một loài bọ cánh cứng trong họ Cerambycidae.